# Acanthodelta melicerta
Acanthodelta melicerta là một loài bướm đêm trong họ Noctuidae.